# Arcidiocesi di Reggio Calabria-Bova
(Iscrizione in greco all'ingresso della Cattedrale - Dagli Atti degli Apostoli 28,13)

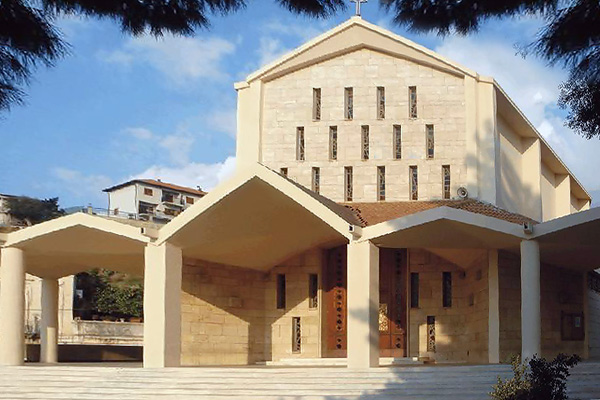
La moderna basilica minore di Santa Maria Madre della Consolazione all'Eremo, patrona della città di Reggio Calabria.

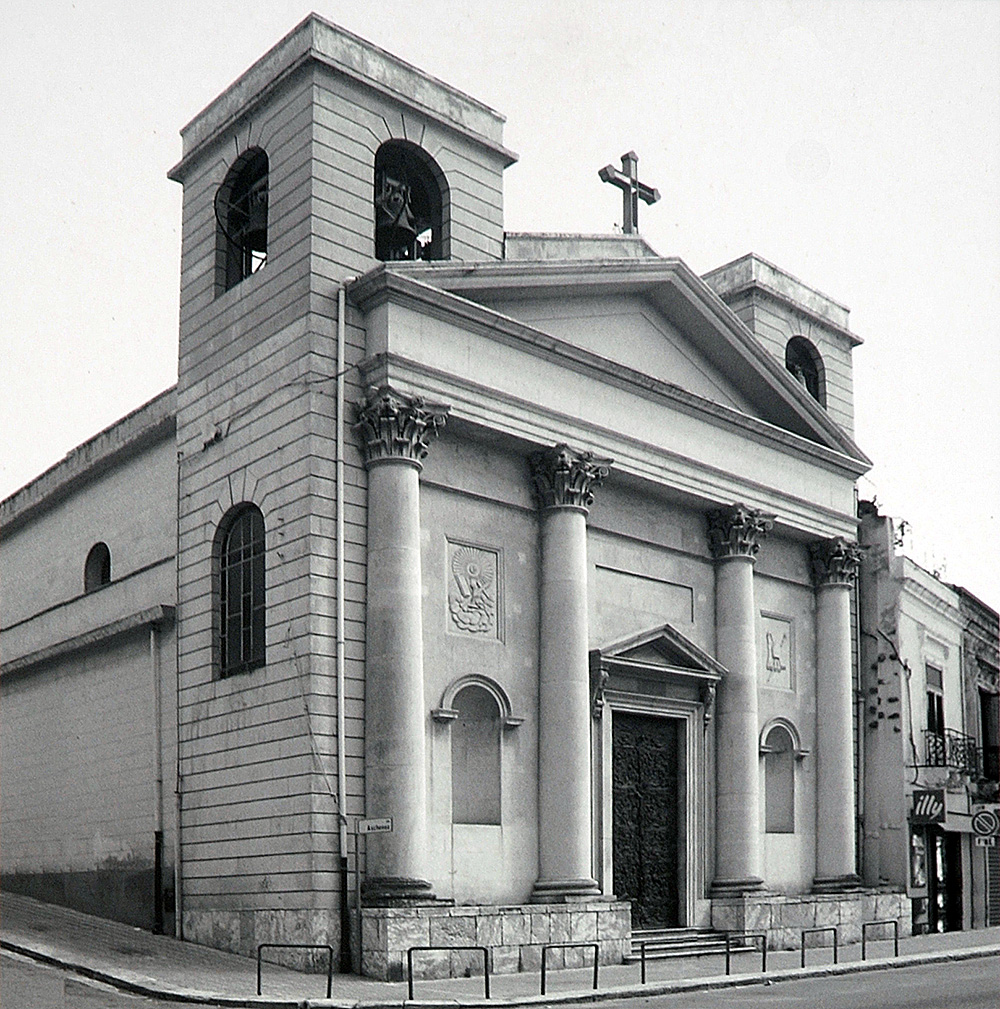
La Cattolica dei Greci di Reggio Calabria.

L'arcidiocesi di Reggio Calabria-Bova (in latino Archidioecesis Rheginensis-Bovensis) è una sede metropolitana della Chiesa cattolica in Italia appartenente alla regione ecclesiastica Calabria. Nel 2023 contava 273.900 battezzati su 277.900 abitanti. È retta dall'arcivescovo Fortunato Morrone.

## Santi patroni
I santi patroni dell'arcidiocesi sono:
- San Paolo apostolo, per devozione popolare;
- Santo Stefano di Nicea, sepolto nel duomo di Reggio Calabria;
- San Leo, patrono di Bova.

## Territorio
L'arcidiocesi comprende 25 comuni della città metropolitana di Reggio Calabria: Bagaladi, Bagnara Calabra, Bova, Bova Marina, Brancaleone, Calanna, Campo Calabro, Cardeto, Condofuri, Fiumara, Laganadi, Melito di Porto Salvo, Montebello Ionico, Motta San Giovanni, Palizzi, Reggio Calabria, Roccaforte del Greco, Roghudi, San Lorenzo, San Roberto, Sant'Alessio in Aspromonte, Santo Stefano in Aspromonte, Scilla, Staiti, Villa San Giovanni.
Sede arcivescovile è la città di Reggio, dove si trova la cattedrale di Maria Santissima Assunta in cielo, il più grande edificio religioso della Calabria. A Bova si trova la concattedrale della Madonna della Presentazione. A Reggio sorge anche la basilica minore di Santa Maria Madre della Consolazione all'Eremo.

### Parrocchie e vicariati
Il territorio si estende su 1.004 km² ed è suddiviso in 120 parrocchie, raggruppate in 11 vicariati: Reggio centro, Reggio sud, Reggio nord, Bagnara-Scilla, Bova, Gallico-Catona-Aspromonte, Melito Porto Salvo, Pellaro, Sant'Agata, Valanidi, Villa San Giovanni.

### Provincia ecclesiastica
La provincia ecclesiastica di Reggio Calabria-Bova comprende tre suffraganee:
- diocesi di Locri-Gerace;
- diocesi di Oppido Mamertina-Palmi;
- diocesi di Mileto-Nicotera-Tropea.

## Storia

### Arcidiocesi di Reggio Calabria

#### Epoca antica e bizantina
L'arcidiocesi di Reggio affonda le sue radici nella predicazione dell'apostolo Paolo nell'anno 61. Secondo il racconto degli Atti degli Apostoli (28,13), nel suo viaggio verso Roma, Paolo, dopo essere salpato da Siracusa, approdò a Reggio ove passò la notte per ripartire il giorno dopo. Secondo la tradizione, Paolo ebbe il tempo di predicare il vangelo e convertire molti alla nuova fede: alla nascente comunità lasciò come primo vescovo uno dei suoi compagni di viaggio, Stefano di Nicea, insieme a Suera. La liturgia celebra questi avvenimenti il 21 maggio ed il 5 luglio.
Reggio divenne così il centro di diffusione del vangelo in tutta la Calabria, così come sottolineò papa Giovanni Paolo II nel discorso pronunciato il 7 ottobre 1984: «Nel toccare il suolo di questa città, provo una viva emozione al considerare che qui approdò, quasi duemila anni fa, Paolo di Tarso, e che qui l'apostolo delle genti accese la prima fiaccola della fede cristiana: da qui il cristianesimo ha iniziato il suo cammino in terra calabra, espandendosi in ogni direzione, sia verso la costa ionica sia verso la costa tirrenica».
Primo vescovo documentato storicamente è Lucio, a cui seguì Bonifacio, destinatario di diverse lettere di Gregorio Magno. Da queste veniamo a sapere: che la diocesi di Carini in Sicilia, in stato di abbandono, fu data in amministrazione a Bonifacio (settembre 595); che il patrimonio ecclesiastico della Chiesa di Roma in Calabria era gestito dal notaio Pietro (591-594) e dall'arcidiacono Sabino (599); che la sede di Reggio aveva una certa preminenza sulle altre chiese calabresi, senza tuttavia che fosse ancora menzionata come sede metropolitana.
A partire dal 536 la città fu occupata dai Bizantini e la comunità cristiana passò progressivamente dal rito latino al rito greco. Dalla prima metà dell'VIII secolo le diocesi bizantine dell'Italia meridionale furono sottratte al patriarcato di Roma ed inserite nel patriarcato di Costantinopoli. È in questo contesto che Reggio fu elevata al rango dapprima di arcidiocesi e poi di sede metropolitana, come documentato dalle Notitiae Episcopatuum del patriarcato a partire dal IX secolo.
Secondo la Notitia redatta all'epoca dell'imperatore Leone VI (886-912) e databile all'inizio del X secolo (verso 901-902), da Reggio dipendevano le seguenti suffraganee: Vibona, Tauriana, Locri, Rossano, Squillace, Tropea, Amantea, Crotone, Cosenza, Nicotera, Bisignano e Nicastro. Tuttavia, già sul finire del X secolo, con la fondazione della sede metropolitana di Salerno (di rito latino) le Provinciali romane e una bolla di papa Giovanni XV del 994 assegnano alla sede campana le diocesi di Bisignano e di Cosenza. Questo è un indizio del conflitto giurisdizionale fra i due patriarcati di Roma e di Costantinopoli, che vide lo scontro soprattutto nel nord della Calabria.

#### Il secondo millennio

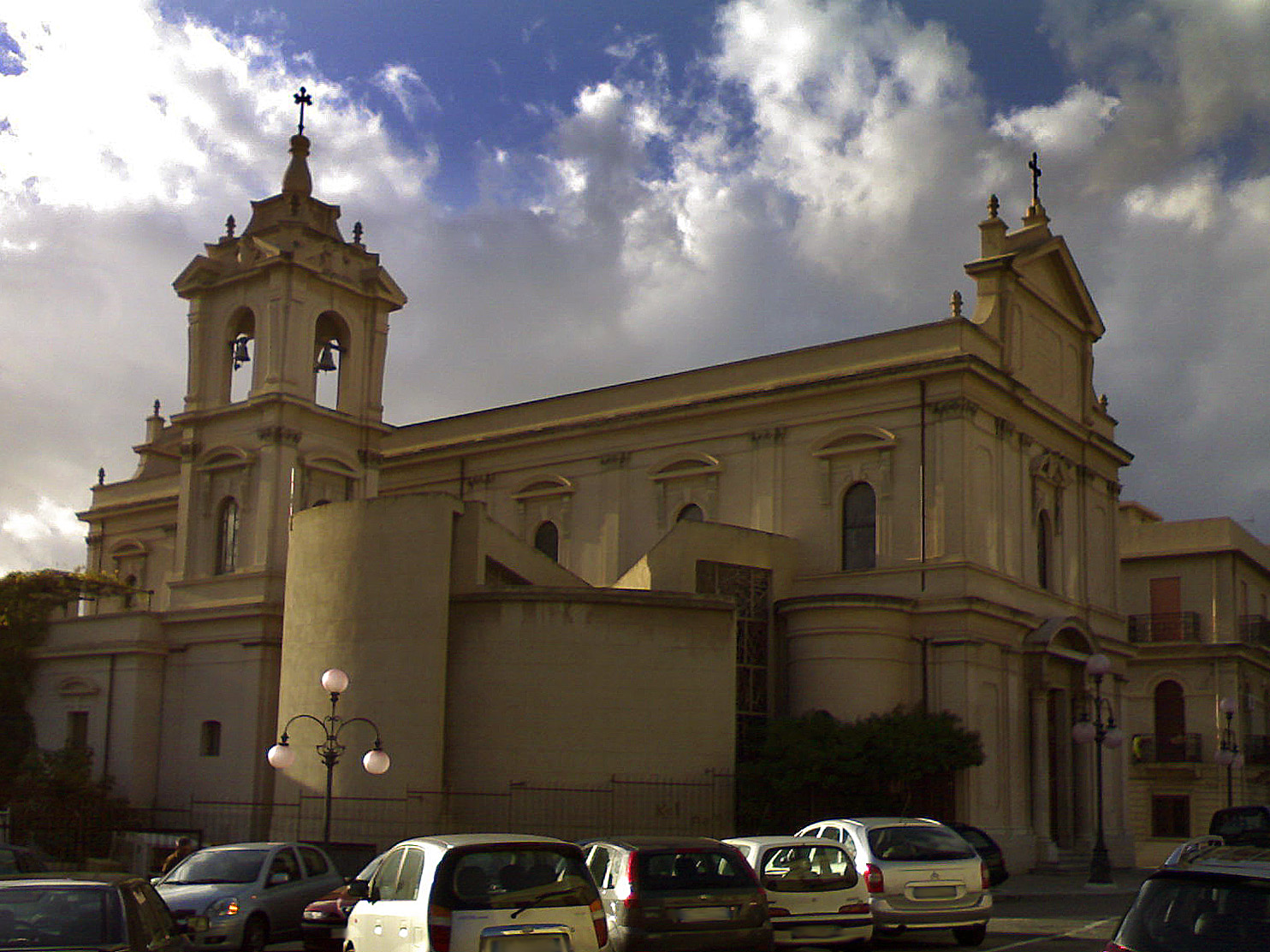
Reggio Calabria, Chiesa di San Sebastiano Martire al Crocefisso.

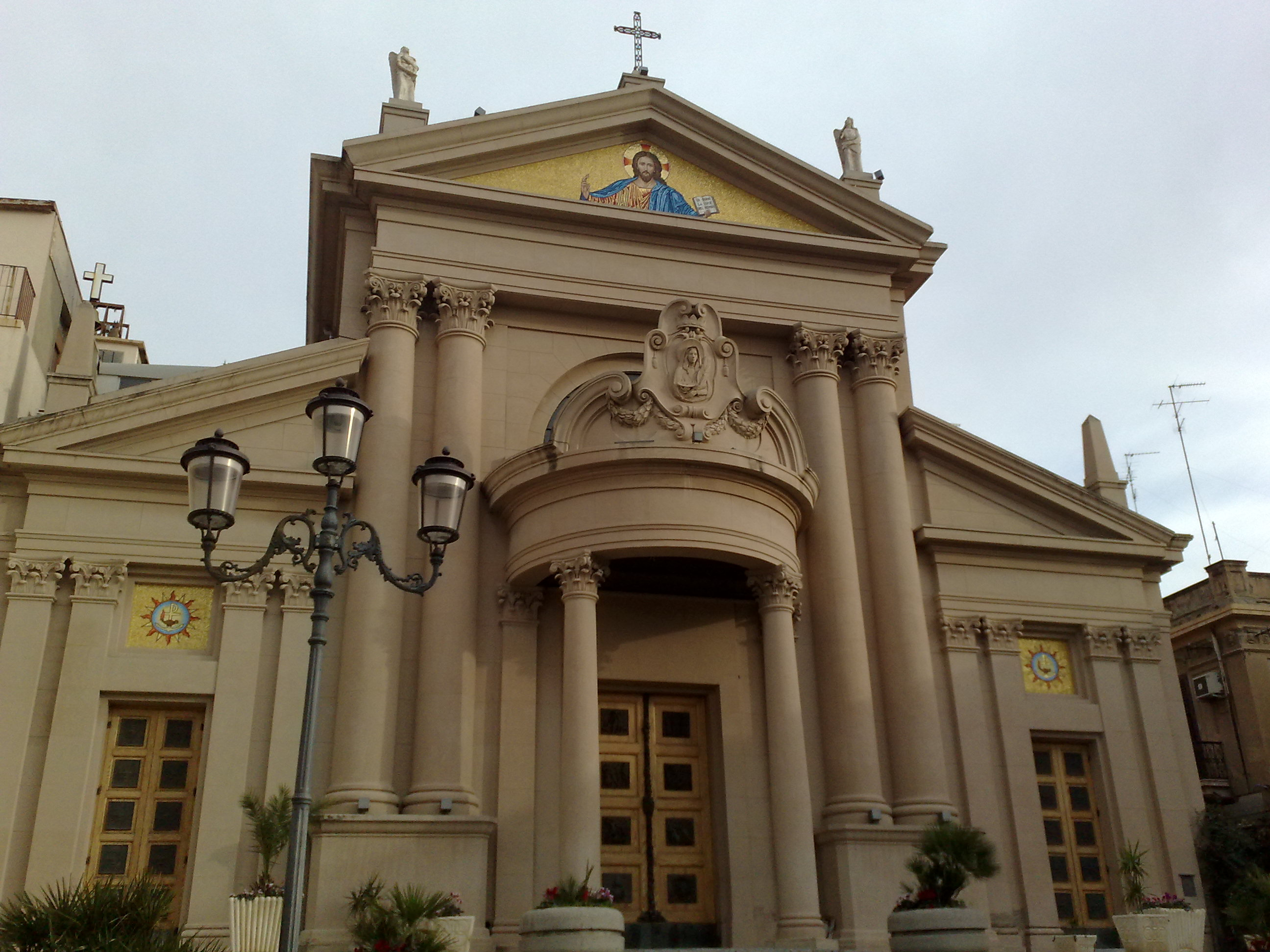
Chiesa di Santa Lucia (Reggio Calabria).

Con la conquista normanna della regione (XI secolo), tutte le Chiese ritornarono sotto la dipendenza della Chiesa di Roma. In questo contesto, nell'XI secolo Reggio cedette alcuni territori a vantaggio dell'erezione delle nuove diocesi normanne di Bova e di Oppido, divenute suffraganee di Reggio assieme a Cassano e a Martirano. Il passaggio dalla dominazione bizantina a quella normanna e dall'obbedienza costantinopolitana a quella romana non fu pacifica per Reggio; l'ultimo metropolita greco, Basilio, non riuscì a prendere possesso della sua sede ed iniziò una campagna di denigrazione del papa e dei nuovi conquistatori, amplificata dalla gravità delle relazioni tra i due patriarcati dopo lo scisma del 1054.
Gregorio VII nel 1081 e Alessandro III nel 1165 riconobbero a Reggio i diritti di sede metropolitana della Calabria, con gli stessi antichi vescovadi suffraganei. I diritti metropolitici venivano anche riconosciuti all'arcidiocesi di Santa Severina fino all'anno 1952, quando la Santa Sede ne soppresse la giurisdizione trasferendo a Reggio, come unica sede metropolitana della Calabria, la diocesi suffraganea di Cariati. Negli stessi anni 1080 fu introdotto a Reggio il rito romano.
Al concilio di Trento prese parte, tra gli altri, l'arcivescovo Gaspare Ricciulli Del Fosso (1560-1592), che tenne il discorso di apertura alla terza sessione conciliare. Ritornato in sede si applicò per l'attuazione dei decreti di riforma approvati a Trento, attraverso la fondazione del seminario nel 1565, una serie di sinodi diocesani e provinciali, l'istituzione dei monti di pietà. Il successore Annibale D'Afflitto (1593-1638) continuò l'opera di Del Fosso: compì ben otto visite pastorali della diocesi e celebrò diciassette sinodi diocesani e uno provinciale: «La sua opera pastorale fu paragonata a quella di san Carlo Borromeo per l'arcidiocesi di Milano. Le sue virtù umane e cristiane furono esemplari, tanto da indurre i contemporanei ad avviare un processo per la sua canonizzazione, mai giunta in porto».
Nel 1730 e nel 1751 l'arcivescovo Domingo Polou celebrò il primo e il secondo sinodo diocesano per la Chiesa reggina.
La riforma delle circoscrizioni ecclesiastiche del Regno delle Due Sicilie attuata il 27 giugno 1818 con la bolla De utiliori di papa Pio VII non apportò sostanziali modifiche alla provincia ecclesiastica di Reggio. Furono confermate le suffraganee di Bova, Catanzaro, Crotone, Gerace, Nicastro, Oppido, Squillace, Cassano, Nicotera e Tropea (unite aeque principaliter).
Il 12 marzo 1927 cedette la parrocchia di Joppolo alla diocesi di Nicotera, e quella di Molochio alla diocesi di Oppido Mamertina.
Nel Novecento l'arcivescovo Enrico Montalbetti fondò nel 1933 il "Pontificio Seminario Regionale Pio XI"; unico tra i vescovi italiani, morì sotto i bombardamenti degli Alleati sulla città il 31 gennaio 1943.
Il 10 giugno 1979 l'arcidiocesi acquisì la parrocchia di Ceramida (comune di Bagnara Calabra) dalla diocesi di Mileto. L'anno successivo, il 20 gennaio, anche la parrocchia di Covala (comune di Sant'Eufemia d'Aspromonte) passò dalla diocesi di Oppido Mamertina-Palmi a quella di Reggio.
Il 6 marzo 1980, con il breve Cum Rheginensis Ecclesia di papa Giovanni Paolo II, san Paolo Apostolo è stato confermato patrono principale dell'arcidiocesi, mentre patrono secondario è stato confermato santo Stefano da Nicea.
La chiesa cattedrale è dedicata a Maria Santissima Assunta in Cielo; la festa della dedicazione si celebra il 2 settembre. Con decreto della Sacra Congregazione dei Riti del 26 agosto 1752 fu dichiarata patrona della città Maria Santissima Madre della Consolazione, che viene festeggiata il martedì dopo il secondo sabato di settembre; compatrono della città è san Giorgio Martire, celebrato il 23 aprile.

### Diocesi di Bova

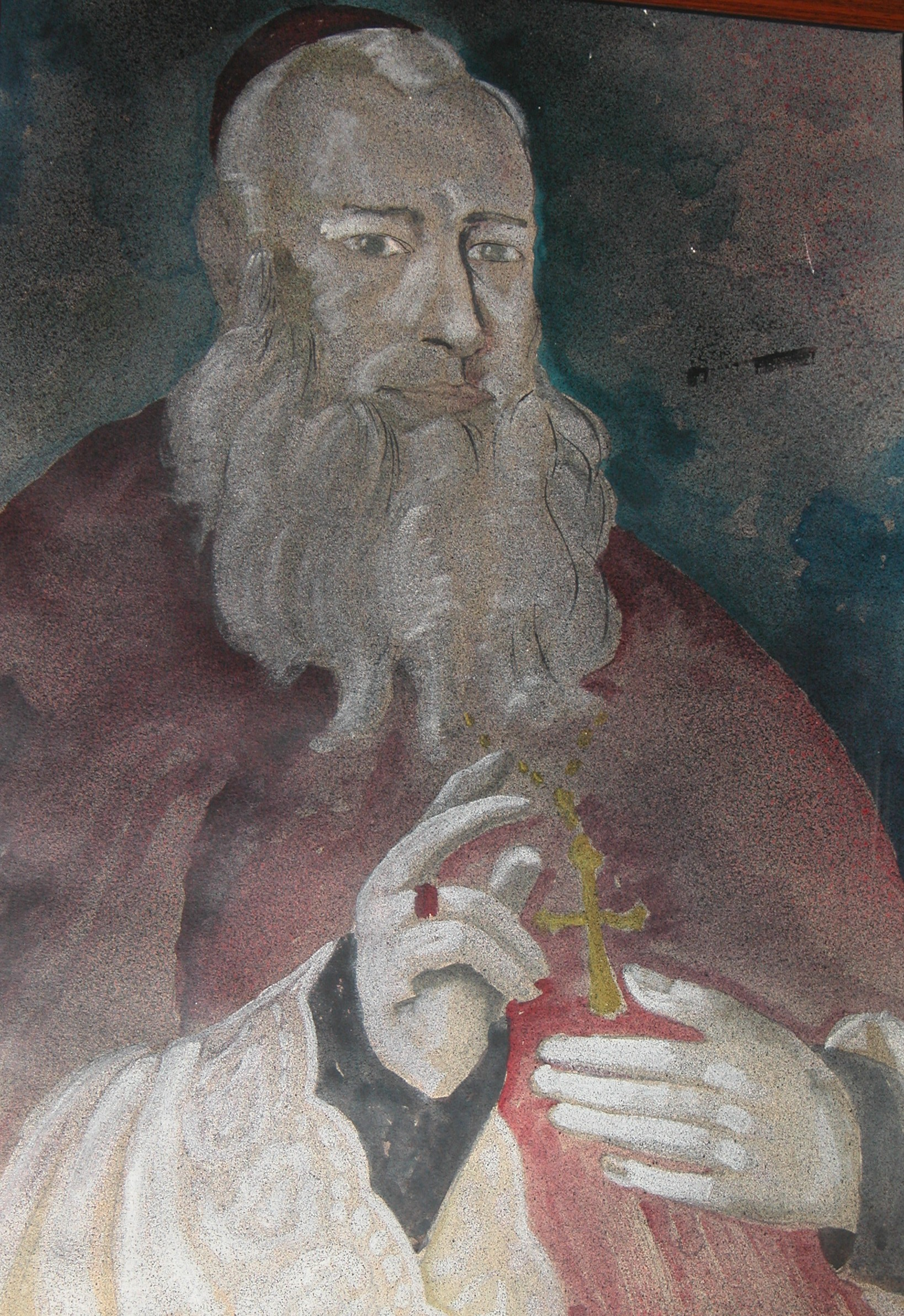
Monsignor Dalmazio D'Andrea, vescovo di Bova dal 1856 al 1871.

La diocesi di Bova appare per la prima volta nell'XI secolo e fu sempre suffraganea dell'arcidiocesi di Reggio Calabria come risulta dalla bolla Sicut in humanis di papa Alessandro III del 19 novembre 1165 e dalla De utiliori di papa Pio VII del 27 giugno 1818.
Incerta è l'origine della diocesi, da far risalire probabilmente all'epoca bizantina. Infatti il primo vescovo di cui si ha notizia è Luca, che appare in un diploma del 1094. Di questo vescovo rimangono il testamento e alcune lettere, documenti pubblicati per la prima volta nel 1960, dai quali si evince che Luca fu, in un certo periodo, "amministratore della grande sede metropolitana di Reggio" nel contesto della contesa che contrappose Basilio, ultimo metropolita greco di Reggio, e i Normanni. Questo porterebbe a pensare che già dagli anni settanta dell'XI secolo Luca occupasse la sede di Bova e che fosse un vescovo greco, al quale era stato dato l'incarico di occuparsi dei fedeli greci di tutto l'Aspromonte e di Reggio.
Non sono noti altri vescovi di Bova fino alla prima metà del XIII secolo, quando appaiono i vescovi Stefano nel 1222 e Arsenio nel 1227. Ma è solo dalla metà del XIV secolo che la cronotassi episcopale si fa più continua e completa.
Malgrado l'arrivo dei Normanni e l'imporsi, un po' ovunque nella Calabria, del rito latino, il rito greco-bizantino rimase fino al XVI secolo e solo nel 1573 fu soppresso dal vescovo Giulio Stauriano. Tuttavia nelle zone interne e montagnose della diocesi, il rito greco rimase ancora per lungo tempo.
Nel territorio di Bova vi furono molti monasteri greci quali San Leone, San Pantaleone, Santa Maria di Tridetti, San Nicola di Africo e altri.
Nell'Ottocento la diocesi comprendeva i seguenti abitati: Bova, Amendolea, Condofuri, Gallicianò, Roghudi e Roccaforte nella parte occidentale; Africo, Palizzi, Pietrapennata, Staiti e Brancaleone nella parte orientale.
Il 12 marzo 1941 Enrico Montalbetti, già arcivescovo di Reggio Calabria, fu nominato anche vescovo di Bova, unendo così in persona episcopi le due sedi. Questa prima unione durò fino al 1960, ma fu poi ristabilita nel 1973 con il vescovo Giovanni Ferro.
Nel 1959 il territorio della parrocchia di Casalnuovo, contestualmente soppressa, fu scorporato dalla diocesi di Gerace-Locri ed annesso al territorio della parrocchia di Africo Vecchio, nella diocesi di Bova. Però successivamente il comune di Africo fu tolto alla diocesi di Bova ed incorporato nella diocesi di Gerace-Locri.
Il patrono di Bova è san Leo monaco greco, nativo di Bova secondo alcuni o di Africo secondo altri. Le reliquie di san Leo si venerano a Bova nel santuario a lui dedicato. La chiesa concattedrale è dedicata a Santa Maria dell'Isodia.
Al momento dell'unione con Reggio Calabria nel 1986, la diocesi di Bova comprendeva 17 parrocchie nei comuni di Bova (2), Bova Marina, Brancaleone (3), Condofuri (4), Palizzi (3), Roccaforte del Greco, Roghudi (2) e Staiti.

### Arcidiocesi di Reggio Calabria-Bova
Il 30 settembre 1986, con il decreto Instantibus votis della Congregazione per i Vescovi, le due sedi di Reggio Calabria e di Bova, già unite in persona episcopi dal 1973, sono state unite con la formula plena unione e la nuova circoscrizione ecclesiastica ha assunto il nome attuale. Per effetto dello stesso decreto la cattedrale di Bova ha assunto il titolo di concattedrale e san Leo è divenuto compatrono della nuova circoscrizione diocesana.
Dal 5 al 12 giugno 1988 Reggio Calabria ospitò il XXI Congresso eucaristico nazionale italiano, a cui intervenne come legato pontificio il cardinale Salvatore Pappalardo.
Il 30 gennaio 2001 la Santa Sede ha provveduto al riordino delle province ecclesiastiche con la bolla Maiori Christifidelium di papa Giovanni Paolo II, con la quale all'arcidiocesi di Reggio Calabria-Bova sono state assegnate le odierne suffraganee.

## Cronotassi dei vescovi
Si omettono i periodi di sede vacante non superiori ai 2 anni o non storicamente accertati.

### Sede di Reggio di Calabria[25]
- Stefano di Nicea (I secolo)
- Lucio † (prima del 592)
- Bonifacio † (prima del 592 - dopo il 599)[3]
- Giovanni I † (menzionato nel 649)
- Giovanni II † (prima del 680 - dopo il 681)
- Cristoforo † (prima metà dell'VIII secolo)
- Cirillo † (metà circa dell'VIII secolo)[26]
- Costantino † (menzionato nel 787)
- Ipazio †[27]
- Giovanni III †[27]
- Leone I (o Leonzio) † (prima dell'869 - dopo l'886)[28]
- Anonimo (Giovanni IV[27]) † (menzionato nel 901)
- Sant'Eusebio ? †[29]
- Stefano †[27]
- Leone II †[27]
- Doroteo †[27]
- Teofilatto † (menzionato nel 976)
- Eusebio † (menzionato nel 982)
- Anonimo † (menzionato nel 1001)
- Nicomede † (menzionato nel 1004)
- Leone Grammatico †[27]
- Nicola †[30]
- Stefano † (prima del 1032 - dopo il 1039)
- Giovanni V †[27]
  - Basilio † (circa 1078 - ?) (arcivescovo eletto)[31]
- V. (Guglielmo) † (prima del 1082 - dopo il 1086)[32]
- Rangerio, O.S.B. † (circa 1090[33] - dopo marzo 1096)
- Ruggero I † (prima di febbraio 1099 - dopo gennaio 1111)[34]
- Anonimo † (menzionato nel 1112[35] e nel 1116)
- Rodolfo †[27][36]
- Berardo † (? - 1124 deceduto)[37]
- Guglielmo † (menzionato nel 1131)
- Ruggero II † (prima del 1146 - dopo il 1170)[38]
- Tommaso † (prima del 1179 - dopo novembre 1189)[39][40]
- Guglielmo † (prima di ottobre 1190 - 7 aprile 1199 deceduto)[39]
- I. (Giacomo ?) † (4 luglio 1199 - dopo il 1202)[39]
- Giraldo, O.Cist. † (prima del 1215 - dopo novembre 1216)[39]
- Landone di Anagni † (prima di luglio 1218[41] - aprile 1232 nominato arcivescovo di Messina)[39]
  - Sede vacante (1232-1234)
- R. (Rainaldo) † (9 dicembre 1234 - dopo il 1235 deceduto)[39]
  - Sede vacante[42]
- Vernacio † (prima di aprile 1252 - dopo gennaio 1255)[39]
- Giacomo di Castiglione † (6 maggio 1259 - dopo il 24 giugno 1277 deceduto)[39]
  - Sede vacante (1277-1279)[43]
- Gentile, O.F.M. † (9 ottobre 1279 - 1307 deceduto)
- Tommaso Ruffo † (7 agosto 1307 - 1316 deceduto)
- Guglielmo Logoteta † (1317 - circa 1320 deceduto)
- Pietro, O.E.S.A. † (30 aprile 1321 - 1328 deceduto)
- Pietro de Galganis † (5 ottobre 1328 - 29 gennaio 1354 nominato arcivescovo di Cosenza)
- Filippo Castigiol Morelli † (29 gennaio 1354 - 1364 deceduto)
- Carlo de Comite Urso † (12 febbraio 1364 - ? deceduto)
- Tommaso della Porta † (19 gennaio 1372 - 1381)
- Giordano Ruffo † (1382 - 1404 deceduto)
  - Jacopo † (1390 - dopo il 1395) (antivescovo)
- Pietro Filomarini † (12 agosto 1404 - 1420 deceduto)
  - Tommaso di Berengario † (23 ottobre 1405 - ?) (antivescovo - amministratore apostolico)
- Bartolomeo Gattola † (14 novembre 1421 - 14 ottobre 1426 nominato arcivescovo di Messina)
- Gaspare Colonna † (10 ottobre 1426 - 7 gennaio 1429 nominato arcivescovo di Benevento)
- Paolo di Segni † (4 febbraio 1429 - 1440 deposto)
- Guglielmo Logoteta † (18 maggio 1440 - 1449 deceduto)
- Angelo de Grassis † (30 aprile 1449 - 1453 deceduto)
- Matteo (Antonio) Ricci † (4 giugno 1453 - 1488 deceduto)
- Marco Miroldi, O.P. † (4 gennaio 1491 - 1496 deceduto)
- Pietro Isvalies † (18 febbraio 1497 - 24 luglio 1506 dimesso)
- Francesco Isvalies † (24 luglio 1506 - 1512 deceduto)
- Roberto Latino Orsini † (23 luglio 1512 - 1520 dimesso)
  - Agostino Trivulzio † (24 agosto 1520 - 1º ottobre 1520 dimesso) (amministratore apostolico)
  - Pietro Trivulzio † (1º ottobre 1520 - 1523 dimesso) (amministratore apostolico)
- Agostino Trivulzio † (26 novembre 1523 - 1529 dimesso)
- Girolamo Centelles † (16 luglio 1529 - 1535 dimesso)
  - Agostino Trivulzio † (1535 - 1537) (amministratore apostolico)
- Agostino Gonzaga † (11 aprile 1537 - 1557 deceduto)
- Gaspare Ricciulli Del Fosso, O.M. † (17 luglio 1560 - 28 dicembre 1592 deceduto)[44]
- Annibale D'Afflitto † (15 novembre 1593 - 1º aprile 1638 deceduto)
  - Sede vacante (1638-1644)
- Gaspar de Creales Arce † (12 dicembre 1644 - 1658 deceduto)
- Matteo di Gennaro † (5 aprile 1660 - 21 gennaio 1674 deceduto)
- Martín Ibáñez y Villanueva † (27 maggio 1675 - settembre 1695 deceduto)
- Giovan Andrea Monreale † (29 marzo 1696 - luglio 1726 deceduto)
- Domingo Polou † (25 giugno 1727 - 4 maggio 1756 deceduto)
- Domenico Zicari † (3 gennaio 1757 - 22-23 ottobre 1760 deceduto)
- Matteo Gennaro Testa Piccolomini † (6 aprile 1761 - 21 novembre 1766 dimesso)
- Alberto Maria Capobianco, O.P. † (6 aprile 1767 - 9 giugno 1792 dimesso)
  - Sede vacante (1792-1797)
- Bernardo Maria Cenicola, O.F.M.Disc. † (18 dicembre 1797 - 17 settembre 1814 deceduto)
  - Sede vacante (1814-1818)
- Alessandro Tommasini † (25 maggio 1818 - 18 settembre 1826 deceduto)
- Emanuele Bellorado, O.P. † (28 gennaio 1828 - 18 maggio 1829 nominato vescovo di Sant'Agata de' Goti)
- Leone Ciampa, O.F.M.Disc. † (18 maggio 1829 - 1º febbraio 1836 nominato arcivescovo di Conza e amministratore perpetuo di Campagna)
- Pietro di Benedetto † (11 luglio 1836 - 25 febbraio 1855 deceduto)
- Mariano Ricciardi † (28 settembre 1855 - 24 novembre 1871 nominato arcivescovo di Sorrento)
  - Francesco Saverio Basile † (22 dicembre 1871 - 26 dicembre 1871 deceduto) (arcivescovo eletto)[45]
- Francesco Converti, O.F.M.Obs. † (6 maggio 1872 - 14 marzo 1888 dimesso[46])
- Gennaro Portanova † (16 marzo 1888 - 25 aprile 1908 deceduto)
- Rinaldo Camillo Rousset, O.C.D. † (14 settembre 1909 - 26 maggio 1926 deceduto)
- Carmelo Pujia † (11 febbraio 1927 - 19 agosto 1937 deceduto)
- Enrico Montalbetti † (9 giugno 1938 - 31 gennaio 1943 deceduto)
- Antonio Lanza † (12 maggio 1943 - 23 giugno 1950 deceduto)
- Giovanni Ferro, C.R.S. † (14 settembre 1950 - 4 giugno 1977 ritirato)
- Aurelio Sorrentino † (4 giugno 1977 - 30 settembre 1986 nominato arcivescovo di Reggio Calabria-Bova)

### Sede di Bova
- Luca I † (menzionato nel 1094)
- Stefano † (menzionato nel 1222)
- Arsenio † (menzionato nel 1227)[47]
- Anonimo † (menzionato nel 1269)[47]
- Anonimo † (menzionato nel 1274/1280)[47]
- Cipriano † (prima del 1291 - dopo il 1298)[47]
- Luca II † (menzionato nel 1305)
- Biagio † (? - 1341 deceduto)
- Nicola, O.S.B.I. † (6 maggio 1341 - 10 luglio 1342 nominato vescovo di Gerace)
- Andrea † (10 luglio 1342 - ? deceduto)
- Nicodemo, O.S.B.I. † (24 luglio 1346 - ? deceduto)
- Basilio I † (1º aprile 1362 - 1364 deceduto)
- Erasmo, O.S.B.I. † (17 aprile 1364 - ? deceduto)
- Serafino, O.P. † (27 aprile 1365 - ?)[48]
- Guglielmo (o Giuliano) † (5 dicembre 1375 - ? deceduto)
  - Giovanni Mela † (7 maggio 1384 - ?) (antivescovo)
- Basilio II † (circa 1384 - ?)
- Stefano † (? - 1405 deceduto)
- Gualtiero, O.E.S.A. † (13 aprile 1405 - dopo il 1414)[49]
  - Pietro I † (24 febbraio 1410 - ? deceduto) (vescovo eletto)
  - Giovanni Dominici † (21 aprile 1412 - 10 giugno 1419) (amministratore apostolico)
- Pietro II ? † (circa 1420)
- Matteo della Scaglia, O.E.S.A. † (12 aprile 1424 - ?)
- Filippo Costulfaria † (27 luglio 1425 - 1435 deceduto)
- Agostino Carapelle, O.E.S.A. † (14 febbraio 1435 - 22 agosto 1435 deceduto)
- Sanzio † (23 settembre 1435 - 22 settembre 1441 nominato vescovo titolare di Sebaste)
- Jacobello, O.F.M. † (22 settembre 1441 - 1483 deceduto)
- Procolo Curiale † (7 novembre 1483 - 1523 dimesso)
- Donato Curiale † (13 aprile 1524 - 1549 dimesso)
- Achille Brancia † (21 agosto 1549 - 23 agosto 1570 dimesso)
- Giulio Staurieno, O.F.M. † (19 marzo 1571 - 1577 deceduto)
- Giulio, O.P. ? † (2 ottobre 1577 - 9 ottobre 1577 deceduto)
- Marcello Franci † (9 ottobre 1577 - ? deceduto)
- Bartolomeo (o Tolomeo) Corsini † (25 febbraio 1587 - 1590 o 1592 deceduto)
- Giovanni Camerota † (23 settembre 1592 - 1622 deceduto)
- Nicola Maria Madaffari † (2 maggio 1622 - 1627 deceduto)
- Fabio Olivadisi † (20 settembre 1627 - 16 luglio 1646 nominato vescovo di Catanzaro)
- Martino Megale † (10 settembre 1646 - luglio 1656 deceduto)
- Bernardino d'Aragona † (19 febbraio 1657 - 12 luglio 1669 deceduto)
- Marcantonio Contestabili † (9 settembre 1669 - 19 luglio 1699 deceduto)
- Francesco Antonio Gaudiosi † (5 ottobre 1699 - febbraio 1714 deceduto)
  - Sede vacante (1714-1718)
- Paolo Stabile, O.M. † (8 giugno 1718 - novembre 1729 deceduto)
- Giuseppe Barone † (23 dicembre 1729 - 5 marzo 1731 nominato vescovo dei Marsi)
- Tommaso Giosafat Molina † (9 aprile 1731 - 30 maggio 1735 deceduto)
- Domenico de Marzano † (27 luglio 1735 - 24 giugno 1752 deceduto)
- Stefano Morabito † (27 novembre 1752 - 7 maggio 1764 dimesso)
- Antonio Spedalieri † (20 agosto 1764 - 3 aprile 1791 deceduto)
- Giuseppe Martini † (26 marzo 1792 - 15 febbraio 1802 deceduto)
  - Sede vacante (1802-1819)
- Nicola Maria Laudisio, C.SS.R. † (4 giugno 1819 - 3 maggio 1824 nominato vescovo di Policastro)
- Giovanni Corcione † (3 maggio 1824 - 18 dicembre 1830 deceduto)
- Giuseppe Maria Giove, O.F.M. † (2 luglio 1832 - 19 dicembre 1834 nominato vescovo di Gallipoli)

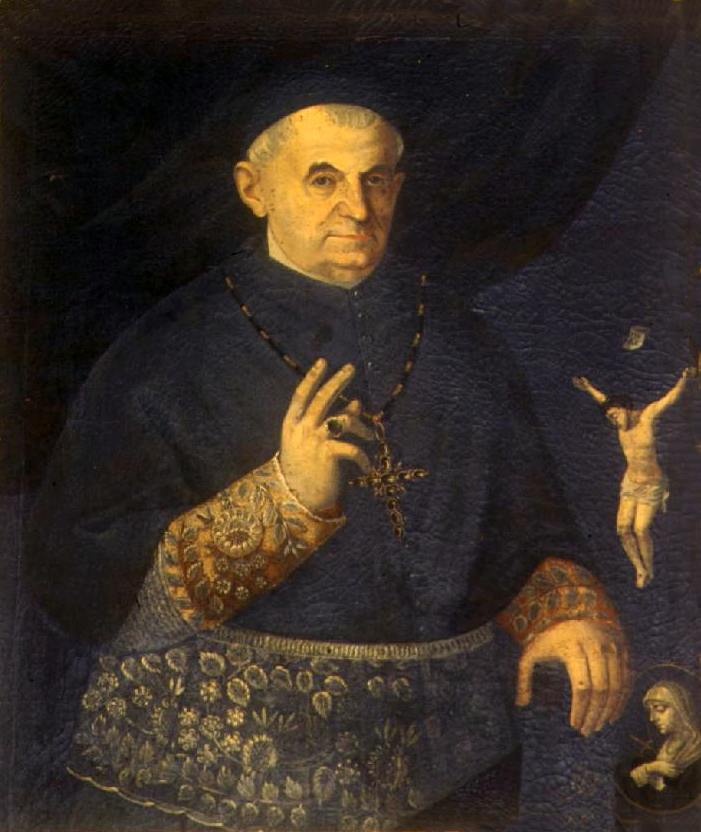
Giuseppe Maria Giove

- Vincenzo Rozzolino † (24 luglio 1835 - 28 settembre 1849 nominato vescovo di Caserta)
- Pasquale Taccone † (28 settembre 1849 - 30 settembre 1850 nominato vescovo di Teramo)
- Raffaele Ferrigno † (17 febbraio 1851 - 16 luglio 1856 nominato arcivescovo di Brindisi)
- Dalmazio D'Andrea, O.F.M.Cap. † (18 settembre 1856 - 12 ottobre 1870 deceduto)
- Antonio Piterà † (22 dicembre 1871 - 29 maggio 1876 dimesso[50])
- Nicola de Simone † (20 marzo 1877 - 8 luglio 1895 deceduto)
- Raffaele Rossi † (8 luglio 1895 succeduto - 14 dicembre 1899 nominato arcivescovo di Acerenza e Matera)
- Domenico Pugliatti † (19 aprile 1900 - 20 novembre 1914 deceduto)
- Paolo Albera † (27 maggio 1915 - 1º gennaio 1921 dimesso)
- Andrea Taccone † (3 marzo 1923 - 27 agosto 1929 nominato vescovo di Ruvo e Bitonto)
  - Sede vacante (1929-1933)
- Giuseppe Cognata, S.D.B. † (16 marzo 1933 - 5 gennaio 1940 dimesso[51])
- Enrico Montalbetti † (12 marzo 1941 - 31 gennaio 1943 deceduto)
- Antonio Lanza † (12 maggio 1943 - 23 giugno 1950 deceduto)
- Giovanni Ferro, C.R.S. † (14 settembre 1950 - 8 settembre 1960 dimesso)
- Giuseppe Lenotti † (8 settembre 1960 - 18 aprile 1962 nominato vescovo di Foggia)
- Aurelio Sorrentino † (12 maggio 1962 - 30 novembre 1966 nominato vescovo di Potenza e Marsico Nuovo)
  - Sede vacante (1966-1973)
- Giovanni Ferro, C.R.S. † (18 agosto 1973 - 4 giugno 1977 ritirato) (per la seconda volta)
- Aurelio Sorrentino † (4 giugno 1977 - 30 settembre 1986 nominato arcivescovo di Reggio Calabria-Bova) (per la seconda volta)

### Sede di Reggio Calabria-Bova
- Aurelio Sorrentino † (30 settembre 1986 - 28 luglio 1990 ritirato)
- Vittorio Luigi Mondello (28 luglio 1990 - 13 luglio 2013 ritirato)
- Giuseppe Fiorini Morosini, O.M. (13 luglio 2013 - 20 marzo 2021 ritirato)
- Fortunato Morrone, dal 20 marzo 2021

## Prelati oriundi dell'arcidiocesi
- Santo Marcianò (Reggio Calabria, 10 aprile 1960); arcivescovo di Rossano-Cariati dal 6 maggio 2006 al 10 ottobre 2013; arcivescovo ordinario militare per l'Italia dal 10 ottobre 2013 al 10 aprile 2025; vescovo eletto di Frosinone - Veroli - Ferentino e Anagni - Alatri unite in persona episcopi.
- Santo Bergamo (Villa San Giovanni, 25 maggio 1909 - Oppido Mamertina, 11 ottobre 1980); vescovo titolare di Sasabe, vescovo di Oppido Mamertina, vescovo di Oppido Mamertina-Palmi.

## Statistiche
L'arcidiocesi nel 2023 su una popolazione di 277.900 persone contava 273.900 battezzati, corrispondenti al 98,6% del totale.
| anno                                | popolazione | popolazione | popolazione | presbiteri | presbiteri | presbiteri | presbiteri                | diaconi | religiosi | religiosi | parrocchie |
| anno                                | battezzati  | totale      | %           | numero     | secolari   | regolari   | battezzati per presbitero | diaconi | uomini    | donne     | parrocchie |
| ----------------------------------- | ----------- | ----------- | ----------- | ---------- | ---------- | ---------- | ------------------------- | ------- | --------- | --------- | ---------- |
| arcidiocesi di Reggio Calabria      |             |             |             |            |            |            |                           |         |           |           |            |
| 1949                                | 211.900     | 212.476     | 99,7        | 201        | 167        | 34         | 1.054                     |         | 52        | 365       | 100        |
| 1969                                | 230.471     | 231.218     | 99,7        | 210        | 151        | 59         | 1.097                     |         | 69        | 550       | 103        |
| 1980                                | 245.000     | 247.000     | 99,2        | 201        | 146        | 55         | 1.218                     |         | 59        | 547       | 116        |
| diocesi di Bova                     |             |             |             |            |            |            |                           |         |           |           |            |
| 1949                                | 26.856      | 26.948      | 99,7        | 22         | 20         | 2          | 1.220                     |         | 3         | 34        | 17         |
| 1959                                | 30.100      | 30.450      | 99,9        | 25         | 19         | 6          | 1.204                     |         | 8         | 33        | 18         |
| 1970                                | 25.100      | 25.174      | 99,7        | 17         | 14         | 3          | 1.476                     |         | 3         | 46        | 19         |
| 1980                                | 21.500      | 21.702      | 99,1        | 16         | 8          | 8          | 1.343                     |         | 9         | 27        | 19         |
| arcidiocesi di Reggio Calabria-Bova |             |             |             |            |            |            |                           |         |           |           |            |
| 1990                                | 263.000     | 269.050     | 97,8        | 180        | 126        | 54         | 1.461                     | 1       | 57        | 625       | 135        |
| 1999                                | 270.420     | 278.820     | 97,0        | 175        | 118        | 57         | 1.545                     | 18      | 66        | 601       | 136        |
| 2000                                | 270.420     | 288.501     | 93,7        | 164        | 107        | 57         | 1.648                     | 17      | 66        | 601       | 136        |
| 2001                                | 270.420     | 288.501     | 93,7        | 164        | 107        | 57         | 1.648                     | 27      | 66        | 601       | 136        |
| 2002                                | 270.420     | 288.501     | 93,7        | 175        | 118        | 57         | 1.545                     | 27      | 73        | 601       | 136        |
| 2003                                | 270.420     | 288.500     | 93,7        | 174        | 117        | 57         | 1.554                     | 28      | 75        | 598       | 136        |
| 2004                                | 277.219     | 279.418     | 99,2        | 169        | 106        | 63         | 1.640                     | 27      | 78        | 601       | 121        |
| 2010                                | 278.500     | 282.240     | 98,7        | 182        | 118        | 64         | 1.530                     | 37      | 70        | 324       | 119        |
| 2014                                | 279.260     | 283.720     | 98,4        | 172        | 119        | 53         | 1.623                     | 40      | 61        | 324       | 119        |
| 2017                                | 281.200     | 285.600     | 98,5        | 157        | 106        | 51         | 1.791                     | 44      | 55        | 322       | 119        |
| 2020                                | 278.315     | 282.760     | 98,4        | 149        | 112        | 37         | 1.867                     | 49      | 45        | 322       | 120        |
| 2022                                | 275.000     | 279.000     | 98,6        | 149        | 113        | 36         | 1.845                     | 49      | 44        | 322       | 120        |
| 2023                                | 273.900     | 277.900     | 98,6        | 149        | 113        | 36         | 1.838                     | 49      | 44        | 322       | 120        |

### Per la sede di Reggio Calabria
- (EN) Reggio di Calabria, in Catholic Encyclopedia, New York, Encyclopedia Press, 1913.
- (LA) Ferdinando Ughelli, Italia sacra, vol. IX, seconda edizione, Venezia, 1721,  coll. 315-338.
- (LA) Paul Fridolin Kehr, Italia Pontificia, X, Berolini, 1975,  pp. 15-24 (archiviato dall'url originale il 6 marzo 2016).
- Francesco Lanzoni, Le diocesi d'Italia dalle origini al principio del secolo VII (an. 604), vol. I, Faenza, 1927,  pp. 337-339.
- (DE) Norbert Kamp, Kirche und Monarchie imstaufischenKönigreichSizilien, vol. 2, ProsopographischeGrundlegung: Bistümer und BischöfedesKönigreichs 1194 - 1266; Apulien und Kalabrien, München, 1975,  pp. 916-936.
- Domenico Taccone-Gallucci, Regesti dei Romani Pontefici per le Chiese della Calabria, Roma, 1902,  pp. 399-402.
- Domenico Spanò Bolani, Storia di Reggio di Calabria da' tempi primitivi sino all'anno di Cristo 1797, vol. II, Napoli, 1857,  tavola IV, Cronaca de' vescovi ed arcivescovi di Reggio, pp. 233–253.
- Tommaso Rossi, Reggio, in Vincenzio D'Avino, Cenni storici sulle Chiese arcivescovili, vescovili, e prelatizie (nullius) del regno delle due Sicilie, Napoli, 1848,  pp. 562-566.
- Giuseppe Cappelletti, Le Chiese d'Italia della loro origine sino ai nostri giorni, vol. XXI, Venezia, 1870,  pp. 151-164.
- (LA) Pius Bonifacius Gams, Series episcoporum Ecclesiae Catholicae, Graz, 1957,  pp. 916-917.
- (LA)  Konrad Eubel, Hierarchia Catholica Medii Aevi, vol. 1, p. 418; vol. 2, p. 222; vol. 3, p. 284; vol. 4, p. 294; vol. 5, p. 332; vol. 6, p. 356.
- Paolo Bertolini, Bonifacio, in Dizionario biografico degli italiani, vol. 12, Roma, Istituto dell'Enciclopedia Italiana, 1971.

### Per la sede di Bova
- (LA) Ferdinando Ughelli, Italia sacra, vol. IX, seconda edizione, Venezia, 1721,  coll. 338-342.
- (LA) Paul Fridolin Kehr, Italia Pontificia, X, Berolini, 1975,  pp. 49-50 (archiviato dall'url originale il 6 marzo 2016).
- Francesco Lanzoni, Le diocesi d'Italia dalle origini al principio del secolo VII (an. 604), vol. I, Faenza, 1927,  p. 344.
- (DE) Norbert Kamp, Kirche und Monarchie imstaufischenKönigreichSizilien, vol. 2, ProsopographischeGrundlegung: Bistümer und BischöfedesKönigreichs 1194 - 1266; Apulien und Kalabrien, München, 1975,  pp. 937-938.
- Domenico Taccone-Gallucci, Regesti dei Romani Pontefici per le Chiese della Calabria, Roma, 1902,  pp. 402-404.
- Giuseppe Autelitano, Bova, in Vincenzio D'Avino, Cenni storici sulle Chiese arcivescovili, vescovili, e prelatizie (nullius) del regno delle due Sicilie, Napoli, 1848,  pp. 74-79.
- Giuseppe Cappelletti, Le Chiese d'Italia della loro origine sino ai nostri giorni, vol. XXI, Venezia, 1870,  pp. 172-175.
- (LA) Pius Bonifacius Gams, Series episcoporum Ecclesiae Catholicae, Graz, 1957,  pp. 860-861.
- (LA)  Konrad Eubel, Hierarchia Catholica Medii Aevi, vol. 1, p. 143; vol. 2, p. 109; vol. 3, p. 138; vol. 4, p. 119; vol. 5, p. 125; vol. 6, p. 129.